# Olivier Blanchard
Pour les articles homonymes, voir Blanchard.
Olivier Jean Blanchard ([blɑ̃ʃaʁ]) est un économiste français né le 27 décembre 1948.
Il est principalement connu pour ses contributions à la macroéconomie, et pour avoir été l'économiste en chef du Fonds monétaire international entre 2008 et 2015.
Considéré comme l'un des meilleurs macroéconomistes au monde, il est décrit par le Washington Post comme l'un des économistes les plus brillants de sa génération et l'un des plus influents.

## Biographie

### Enfance et formation
Blanchard est né à Amiens, en France. Son père était neurologue et sa mère psychiatre. Blanchard affirme qu'il a été attiré par l'économie en raison des protestations étudiantes en France en 1968, qui ont montré l'importance de l'économie pour le bien-être social et l'attrait de traiter les problèmes par des méthodes quantitatives[réf. nécessaire]
Il a obtenu un diplôme en économie à l'Université de Nanterre en 1972 et, en 1973, il a déménagé aux États-Unis. Il a obtenu son doctorat au MIT en 1977, sous la direction de Stanley Fischer et Robert Solow.

### Carrière de professeur
Il a été professeur assistant puis professeur associé à Harvard de 1977 à 1983, année où il est retourné au MIT.
En 1985, il est devenu professeur titulaire, en 1994, il a été nommé professeur jusqu'en 2010, puis professeur « Robert Solow » de 2010 à 2020. Depuis, il est professeur émérite « Robert Solow ». Il a également été directeur du département d'économie de 1998 à 2003.

### Carrière d'économiste
Blanchard a été vice-président en 1996 d'une association nord-américaine d'économistes, l'American Economic Association.
En 2008, il a pris un congé du MIT pour devenir économiste en chef du Fonds monétaire international. Blanchard a rejoint le FMI en tant qu'économiste en chef en septembre 2008, juste avant la crise financière mondiale. Pendant son mandat, il s'est concentré sur la crise financière mondiale et la crise de l'euro, et a soutenu l'adoption de politiques de stimulation fiscale mondiale et de politiques monétaires non conventionnelles telles que l'assouplissement quantitatif. De plus, il a révisé la position du FMI sur les contrôles de capitaux et l'impact de l'inégalité sur la croissance soutenue,. Blanchard quitte le FMI en 2015.

## Contributions à la recherche
Selon RePEc, Olivier Blanchard a publié plus de 150 articles dans des revues à comité de lecture. Il totalise plus de 130 000 citations et son indice h est de 68,. La revue dans laquelle il a le plus publié (25 articles) est l'American Economic Review. En 2022, il fait partie des 20 économistes les plus cités au monde.
À la suite de la crise de 2008, Blanchard a été obligé de réviser son jugement sur l'état de la théorie macroéconomique (qu'il jugeait alors bon dans un article devenu célèbre depuis) et a procédé à une certaine autocritique de ses idées et de ses ouvrages passés, en particulier Macroeconomics. Il a notamment critiqué les modèles OG-DG et IS-LM.
L'un des problèmes qu'il soulève tient notamment au fait que ces modèles reposent sur l'hypothèse d'une monnaie exogène ce qui est largement contredit par les faits. Il propose ainsi de ne plus enseigner le modèle OG-OD même en licence et de démanteler IS-LM pour n'en garder que la partie pertinente du modèle pour décrire nos économies,.

### Recherche
Blanchard est l’un des chefs de file de la nouvelle économie keynésienne, une approche de la macroéconomie qui reprend et étend la vision générale de Keynes et accorde un rôle majeur aux mouvements de la demande globale dans les fluctuations économiques. Ses travaux couvrent des recherches théoriques, empiriques et politiques.
Avec Nobu Kiyotaki, il a développé des fondements microéconomiques pour le rôle des rigidités des prix nominaux dans un modèle d’équilibre général avec concurrence monopolistique, un cadre qui a influencé de nombreux modèles ultérieurs. Il a également collaboré avec Charles Kahn pour dériver des solutions aux modèles linéaires avec anticipations rationnelles. Parmi ses contributions, on note l'analyse des co-mouvements entre les prix des actifs et l’activité économique sous anticipations rationnelles, et l’identification des chocs d’offre et de demande, avec Danny Quah, via des restrictions à long terme dans une représentation VAR. Il a aussi exploré les bulles financières et leur impact sur les marchés, avec Mark Watson.

### Politique monétaire
Blanchard est reconnu pour ses études sur la politique monétaire et fiscale, notamment les implications des rigidités salariales sur les fluctuations économiques, en collaboration avec Jordi Galí. Il a plaidé pour un objectif d’inflation plus élevé afin d’éviter les limites imposées par les taux d’intérêt proches de zéro.

### Politique budgétaire
Il a étudié les effets des variations des dépenses publiques et des impôts sur la production, en collaboration avec Roberto Perotti, et exploré les effets des faibles taux d'intérêt sur la dette publique.

### Marchés du travail
Il a analysé les effets d'hystérèse dans le domaine des marchés du travail en collaboration avec Lawrence Summers et étudié la courbe de Beveridge avec Peter Diamond.

### Changement structurel et transition économique
Blanchard a examiné les transformations économiques de moyen terme et participé à la transition des économies post-communistes vers le marché.

### Sur l’évolution de la théorie et de la politique macroéconomiques
Blanchard a publié plusieurs travaux évaluant les progrès et limites de la macroéconomie moderne, en particulier après la Crise financière mondiale de 2007-2008.

## Prises de position dans le débat public
En 2003, il propose avec Jean Tirole une taxe sur les licenciements consistant à moduler les contributions des entreprises à l'assurance chômage en fonction du taux de licenciement afin de responsabiliser les entreprises. Parallèlement, les auteurs proposent de supprimer le CDD et le CDI pour les remplacer par un contrat de travail unique avec une augmentation progressive des droits des salariés en fonction de l'ancienneté.
En mai 2020, il forme avec Jean Tirole une commission de 26 économistes chargés de faire des propositions concernant le climat, les inégalités et la démographie. En juin 2021, avec Jean Tirole, il remet un rapport à Emmanuel Macron qui soutient que la taxation de l’héritage en France ne contribue pas suffisamment à la réduction des inégalités. Le rapport est suivi par une proposition de réforme. L'Obs rappelle par ailleurs que cet impôt est déjà le plus impopulaire de tous les impôts.

## Orientation politique
Proche du Parti socialiste français, il se définissait en 2008 « très à gauche en 1968 avant de devenir social démocrate en apprenant l'économie et attendu 20 ans que le Parti socialiste ne le devienne ».
Il a néanmoins apporté son soutien à Nicolas Sarkozy (UMP) dans la campagne présidentielle de 2007 en France, mais a critiqué par la suite certaines mesures du paquet fiscal.
En novembre 2017, il se déclare « macroniste », saluant les premières réformes du président français.
En juin 2024, en amont des élections législatives françaises anticipées, Olivier Blanchard publie une tribune dans Le Point avec Jean Tirole, dans laquelle ils relèvent trois incohérences dans le programme économique du Rassemblement national : (1) baisse des recettes et hausse des dépenses alors que le déficit public de la France est déjà trop élevé, (2) politique économique protectionniste à l'échelle nationale et européenne, et (3) absence de proposition pour relancer la croissance. Cependant, Olivier Blanchard estime que le programme économique de la coalition des gauches (Nouveau Front populaire) est encore plus dangereux que celui du RN. Olivier Blanchard publie une seconde tribune en juin 2024 dans le magazine Challenges où il qualifie le programme du NFP de « cohérent mais très dangereux ». Il en attaque en particulier l'augmentation du SMIC prévue dans le programme du NFP qui « détériorerait la compétitivité » de la France,.

## Œuvre

### Livres
- avec Daniel Cohen, Macroéconomie, Pearson, 8e édition, 2020
- avec Charles Wyplosz et Jean Pisani-Ferry, L'Europe déclassée, Flammarion, 2005
- The Economics of Post Communist Transition, 1997, ed. Oxford University Press
- Macroeconomics, Global Edition, Pearson, 2020 (8e édition)
- La Désinflation compétitive, le mark et les politiques budgétaires en Europe, éditions du Seuil, 1991
- avec Stanley Fischer, Lectures On Macroeconomics, The Mit Press, 1989

### Rapports
- avec Jean Tirole, rapport pour le Conseil d’Analyse Economique : La Protection de l’Emploi, La Documentation française, 2003
- avec Jean-Paul Fitoussi, Rapport au Conseil d’Analyse Economique : Croissance et Chômage, La Documentation Française, 1998
- (Rapport Camdessus) « Le Sursaut. Vers une nouvelle croissance pour la France », La Documentation Française, 2004
- Avec Dani Rodrik, Jean Tirole, Rapport sur les grands défis économiques de la Commission sur les grands défis économiques, remis à Emmanuel Macron en juin 2021.

### Commentaires sur des rapports
- Commentaire sur le rapport de J.P. Fitoussi, Olivier Passet et Jacques Freyssinet, Réduction du chômage : les réussites en Europe, Conseil d’Analyse Economique, La documentation française, 2000
- Commentaire sur le rapport de Jean Pisani-Ferry, Le retour au plein emploi, Conseil d'Analyse economique, La documentation française, 2000

## Distinctions
- Tjalling Koopmans Efact Award, 2006

## Décorations
- Officier de la Légion d'honneur , le 21 mai 2021[40].